# خلیج ماتاوای
خلیج ماتاوای، خور یا خلیج کوچکی است، که در ساحل شمالی تاهیتی، بزرگ‌ترین جزیره در مجمع الجزایر بادگیر در پلی‌نزی فرانسه واقع شده. این خلیج کوچک در کمون ماهینا، تقریباً ۸ کیلومتری شرق پاپِت پایتخت تاهیتی و پلی نزی فرانسه قرار دارد.

## اولین سفرهای کاوشی اروپائیان

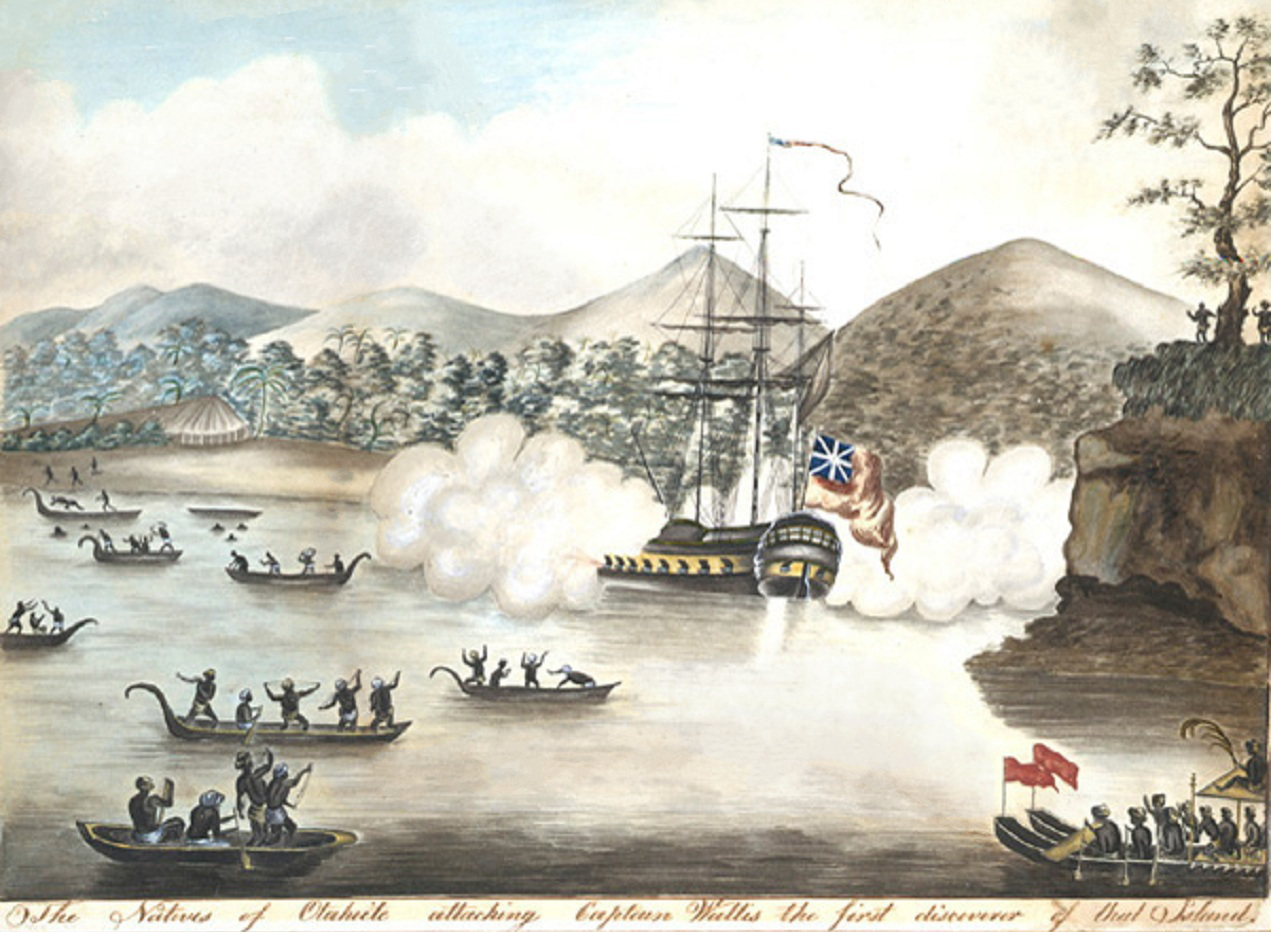
کاپیتان والیس با خصومت اهالی تاهیتی مواجه می‌شود.

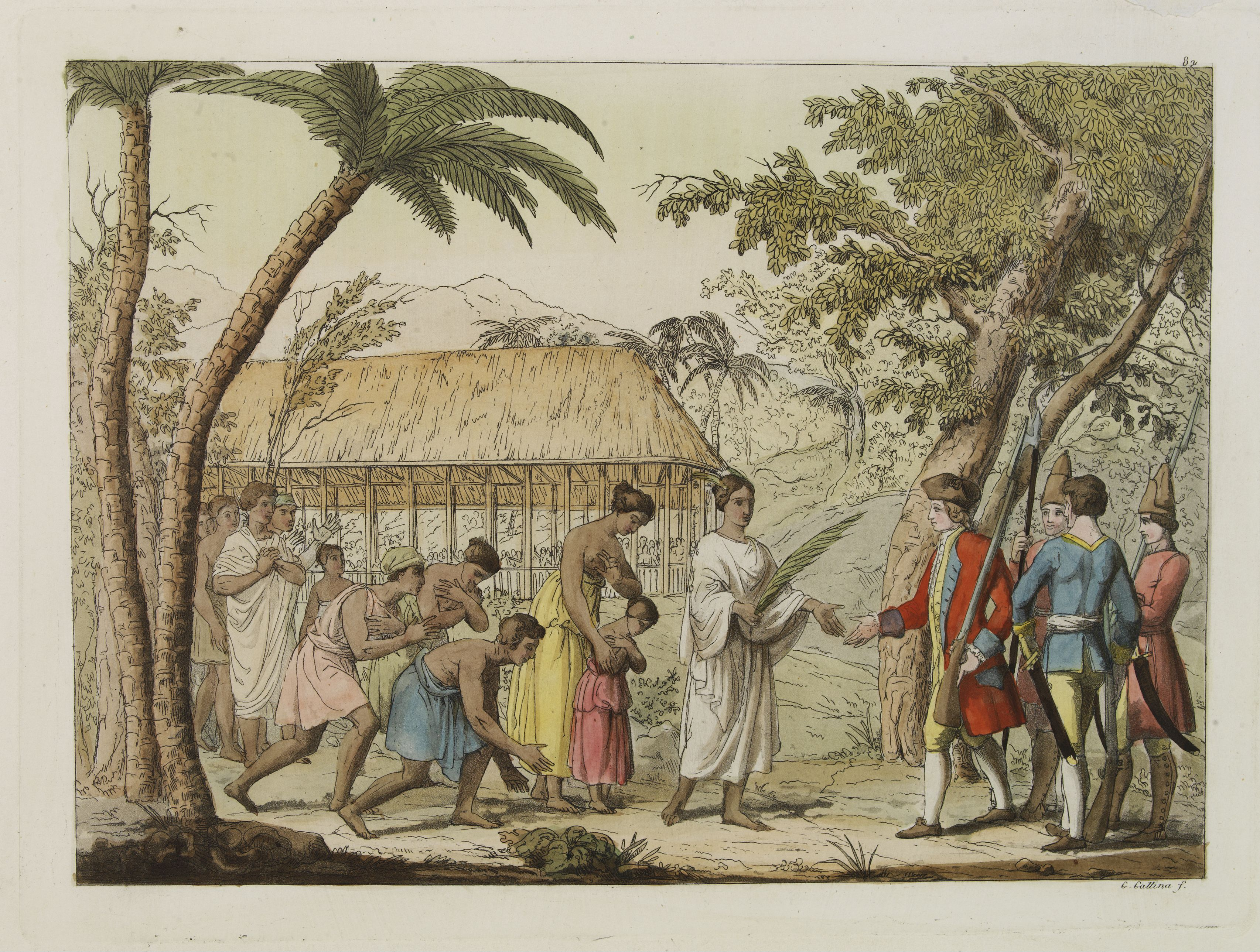
ملافات بین ساموئل والیس و اوبریا

در نیمه دوم قرن هجدهم اروپایی‌ها و در طی کاوش‌های جغرافیایی برای تأمین چوب، آب و منابع به این خلیج سفر می‌نمودند. در اواخر سال ۱۸۰۲، فیل کینگ فرماندار نیو ساوت ولز، از تاهیتی به عنوان تنها جزیره‌های یاد کرد که " برای ایمنی کسانی که از آن بازدید می‌کنند نیاز به حداقل اقدامات احتیاطی است یا اصلا نیازی نیست"
.

### ساموئل والیس
از اولین اروپایی که دیدارش از تاهیتی ثبت شده است، ساموئل والیس فرمانده کشتی اچ ام اس دلفین بود. وی در ۱۷ ژوئن ۱۷۶۷ در خلیج ماتاوای لنگر انداخت. اولین تماس‌ها با بومیان تاهیتی دشوار بود، زیرا در ۲۴ و ۲۶ ژوئن ۱۷۶۷، بومیان سوار بر قایق‌های کانو سعی کردند کشتی را تصاحب کرده و آن را به ساحل جزیره ببرند. ملوانان انگلیسی در تلافی به قایق‌ها و بومیان در ساحل آتش گشودند. در واکنش به این ضد حمله قدرتمند، بومیان ساکن خلیج برای بریتانیایی‌ها پیشکش آورده وتمایل خود را برای صلح یا تسلیم نشان دادند.
پس از این ماجرا، ساموئل والیس توانست روابط صمیمانه ای با رئیس زن اوبریا (پورِه آ) برقرار نموده و تا ۲۷ ژوئیه ۱۷۶۷ در جزیره اتراق نماید. والیس این خلیج را پورت رویال نامید.

### بوگَنویل
در ۲ آوریل ۱۷۶۸ لویی آنتوان دو بوگَنویل، در طی اولین پیراناوبری فرانسویان با دو کشتی بودوز و اِتوال، در خلیج ماتاوای پای به ساحل گذاشت. او به دلیل استقبال گرم و شیرینی آداب و رسوم تاهیتی، حدود ده روز در جزیره ای که آن را کیثیرای نو (فرانسوی: Nouvelle-Cythere‎) نامید، اقامت گزید.

## یاداشت‌ها
1. ↑  "Governor King to the Duke of Portland, 1 March 1802", Historical Records of Australia, Series I, Volume 3, Page 432
2. ↑  Oliver, p 3
3. ↑  Hawkesworth, Chapter 9
4. ↑  Salvat et al, p.44-45
5. ↑  Salmond, Anne (2010). Aphrodite's Island. Berkeley: University of California Press. pp. 58. ISBN 978-0-520-26114-3.
6. ↑  Bougainville, ch VIII